# جان فرانسوا باشيلو
جان فرانسوا باشيلو (بالفرنسية: Jean-François Bachelot)‏ مواليد 11 يونيو 1977 في بيربينيا، هو لاعب كرة مضرب فرنسي سابق بدأ مسيرته كمحترف سنة 1996 وكان يلعب باليد اليمنى. أعلى تصنيف له في الفردي كان المركز الـ 134 في سنة 2003. أعلى تصنيف له في الزوجي كان المركز الـ 74 في سنة 2005.

## النهائيات

### الفوز (2)
| الرقم | التاريخ        | الدورة                   | الأرضية | المنافس في النهائي | النتيجة       |
| 1.    | يوليو 17, 2001 | مانشستر، المملكة المتحدة | عشبية   | جيمي دلغادو        | 6–4, 6–4      |
| 2.    | أغسطس 5, 2002  | قرطبة، إسبانيا           | صلبة    | كريستيانو كاراتي   | 7–5, 3–6, 6–4 |

### الوصافة (1)
| الرقم | التاريخ       | الدورة                       | الأرضية | المنافس في النهائي | النتيجة        |
| 1.    | أغسطس 7, 2000 | كأس بيلو هوريزونتي، البرازيل | صلبة    | نيناد زيمونيتش     | 6–3, 66–7, 7–5 |

## روابط خارجية
- جان فرانسوا باشيلو على موقع رابطة محترفي التنس (الإنجليزية)
- جان فرانسوا باشيلو على موقع الاتحاد الدولي لكرة المضرب (الإنجليزية)
- جان فرانسوا باشيلو على موقع خلاصة التنس.كوم (الإنجليزية)